# Coenaletidae
Coenaletidae is een familie van springstaarten en telt 2 soorten.

## Taxonomie
- Geslacht Coenaletes - Bellinger PF, 1985
  - Coenaletes caribaeus - Bellinger PF, 1985
  - Coenaletes vangoethemi - (Jacquemart, S, 1980)[3]